# Althepus incognitus
Althepus incognitus är en spindelart som beskrevs av Brignoli 1973. Althepus incognitus ingår i släktet Althepus och familjen Ochyroceratidae. Inga underarter finns listade i Catalogue of Life.